# Société nationale des constructions aéronautiques du Sud-Ouest
La Société nationale des constructions aéronautiques du Sud-Ouest était une entreprise de construction aéronautique fondée en 1936 à la suite de la loi de nationalisation de l'industrie aéronautique. Comme ses consœurs créées en même temps, elle regroupait différentes usines et bureaux d'études réparties principalement dans le Sud-Ouest de la France (Bordeaux, Rochefort).
Tout au long de ses vingt années d'existence, la société fabriqua aussi bien ses propres appareils (SO.6000 Triton, SO.1221 Djinn, SO.4050 Vautour...) que des éléments (ailes, empennages, fuselages) d'autres sociétés.
En 1957, la SNCASO est regroupée avec la SNCASE pour constituer la société Sud-Aviation, ancêtre de la société Aérospatiale.

## Histoire

### Naissance
Au milieu des années 1930, alors que l'Allemagne a entamé son réarmement depuis le début de la décennie, la France est à la traîne. Son aviation ne peut rivaliser avec l'aviation allemande. Une politique de prototypes avait été initiée en France mais les appareils produits ne répondaient pas aux cahiers des charges ambitieux émis par les Services officiels ou ne pouvaient pas être produits en série assez rapidement. Si bien que ceux-ci étaient déjà obsolètes en entrant en service. Ainsi quand le Front populaire arrive au pouvoir en mai 1936, il décide de nationaliser les deux-tiers de l'industrie aéronautique dans le but de pallier le manque de productivité des constructeurs de l'époque et de rationaliser la production. Ainsi par la loi de nationalisation du 11 août 1936, le gouvernement français réunit les usines et bureaux d'études des plusieurs entreprises privées au sein de six entreprises d'État (SNCASO, SNCASE, SNCAC, SNCAN, SNCAO, SNCAM),. Créées sous le statut de sociétés anonymes d'économie mixte dont l'État détient deux tiers des actions, elles sont dirigées par un conseil d'administration dont tous les membres sont désignés par l'État et dont le président est Henri de l'Escaille.

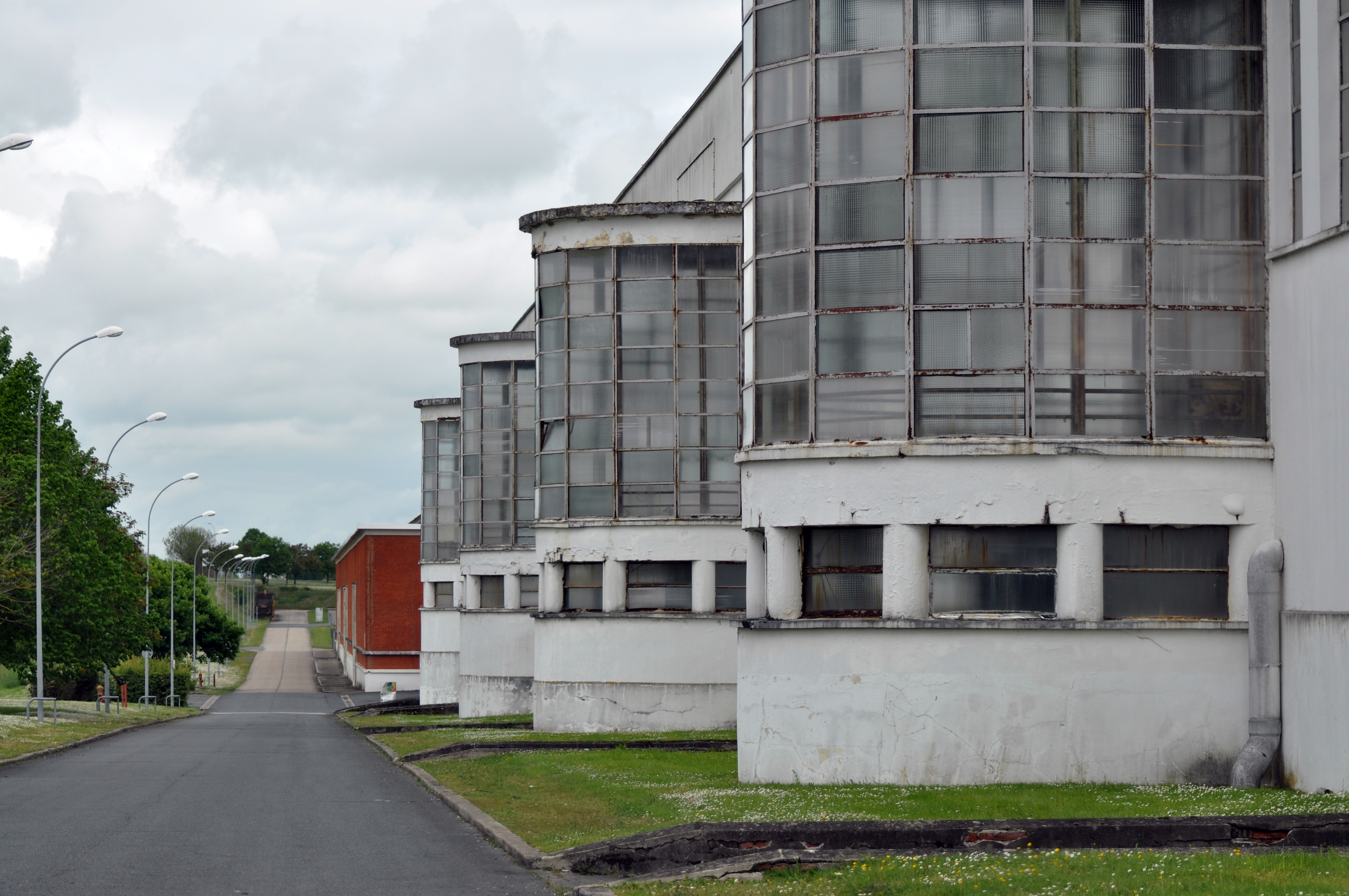
Facade des usines Bloch de Châteauroux intégrés à la SNCASO lors de la nationalisation.

Ainsi, le 16 novembre 1936, la Société nationale de constructions aéronautiques du Sud-Ouest est créée par l'expropriation des usines Blériot Aéronautique de Suresnes, de la Société des avions Marcel Bloch de Villacoublay, Courbevoie et Châteauroux, de la Société aéronautique du Sud-Ouest de Mérignac, de l'Union corporative aéronautique de Bègles, de la Société aérienne bordelaise de Bordeaux-Bacalan et de la société Lioré et Olivier de Rochefort,. Son conseil d'administration est constitué de neuf membres dont le général Fernand Héderer, représentant l'État et Marcel Bloch en tant qu'administrateur délégué,. À sa création la SNCASO dispose de 168 000 m2 de surface couverte, 7 000 employés et 1 162 machines-outils. Elle fabrique alors en série dans ses différentes usines des Bloch MB.210, MB.131, MB.220, Salmson CriCri, Potez 540, Blériot-SPAD S.510 ainsi que les prototypes des Bloch MB.170, MB.134, MB.160 et MB.480. Le 27 septembre 1938 Albert Caquot remplace Henry de l'Escaille à la présidence des SNCA. Il prend alors la décision de spécialiser les usines dans certains éléments d'avion afin de rationaliser la production. Pendant toute la période d'avant-guerre, les productions sont victimes de retard du fait des problèmes de l'industrie d'équipements (moteurs, trains d'atterrissage, hélices, radio, armement...) et des problèmes de financement et d'approvisionnements en matières premières. Ainsi les dates de livraison sont dépassées de plusieurs mois.

### La Seconde Guerre mondiale
Quand la guerre débute, les cadences de production de la SNCASO sont en augmentation mais les appareils ne peuvent pour autant entrer en service faute d'équipements, de plus les appareils en développement rencontrent des problèmes de mise au point. Ainsi, le 15 février 1940, Marcel Bloch est forcé de démissionner de l'administration de la SNCASO sous le prétexte des mauvaises performances du Bloch MB.152, il est remplacé par Paul Mazer. Le 20 mai 1940, peu après l'attaque allemande, des mesures sont prises par la SNCASO pour se préparer à un repli des installations et le 10 juin l'ordre d'évacuer les usines parisiennes est donné. Les replis se succèdent face à l'avance allemande : Les bureaux d'études parisien s'installent à Bordeaux, tandis que les usines déplacées à Châteauroux sont saisies par les Allemands. Pendant ce temps la production des MB.174 et MB.175 continue à Bordeaux-Bacalan. Avec l'occupation allemande les usines sont stoppées et le personnel est mis au chômage technique, à ce moment la SNCASO comptait 11 000 employés. L'Armistice stoppe le développement de plusieurs prototypes, dont le chasseur Bloch MB.157 conçu par Lucien Servanty, le bombardier bimoteur MB.134, les bombardiers quadrimoteurs MB.135 et MB.162, et l'hydravion de combat Bloch MB.480. Finalement, toutes les usines de la SNCASO se trouvent en zone occupée à l'exception de Châteauroux. Toutes les productions aéronautiques étant stoppées, pour éviter le chômage et à la demande du gouvernement, les usines entreprennent la fabrication de gazogènes, de fours à carbonisation, de péniches...

#### L'Occupation
Une partie du bureau d'études ayant pu rejoindre Châteauroux et ayant l'espoir de pouvoir continuer le développement d'avions civils, il lance alors plusieurs projets : un planeur métallique, le SO.10 (renommé plus tard SO.P-1) dont le développement est confié à Lucien Servanty, un avion d'entraînement expérimental SO.20, un bimoteur de transport pressurisé SO.30, un quadrimoteur cargo et un bimoteur postal SO.80 (renommé plus tard SO.800). Les études du SO.20 sont stoppées en novembre 1940 et celles du SO.50 en mars 1941.
Le 1er janvier 1941, la SNCAO est dissoute car trop petite, ses établissements sont alors confiés à la SNCASO, qui hérite des usines d'Issy-les-Moulineaux, de Bouguenais et de Saint-Nazaire ainsi que de l'usine Brandt de Châtillon. Celles-ci réalisaient en plus de ses productions pour les Allemands, des valises de facteur, des remorques de bicyclette et des maisons démontables. Leur intégration est complète au 1er avril 1941. En février, les ingénieurs des bureaux d'études (tous avionneurs confondus) qui ont fui la zone occupée sont regroupés à Cannes-la-Bocca, à la SNCASE usine de Cannes qui se trouve en zone libre sous le contrôle de la commission d'armistice italienne ; ils forment alors le Bureau d'études national (BEN) sous la direction de Maurice Hurel. Ils sont autorisés à continuer leurs travaux dans l'usine devenue SNCASO usine de Cannes, à condition de travailler exclusivement sur des avions civils,. Le bureau d'études comprend alors plusieurs divisions : « avions lourds », « avions légers », « hydravions » et « avions spéciaux » ; ainsi que des services communs « aérodynamique », « équipements » et « normalisation ». Entre-temps bien que le développement du SO.800 continue, il est décidé de réaliser une version d'une capacité plus importante, baptisée SO.90. Trois appareils sont alors en cours d'études : Le SO.30, le SO.90 et l'avion de tourisme SO.3050. Le premier vol du planeur SO.P1 a lieu le 9 juillet 1941, et le 23 décembre c'est au tour du SO.800 d'effectuer son premier vol.

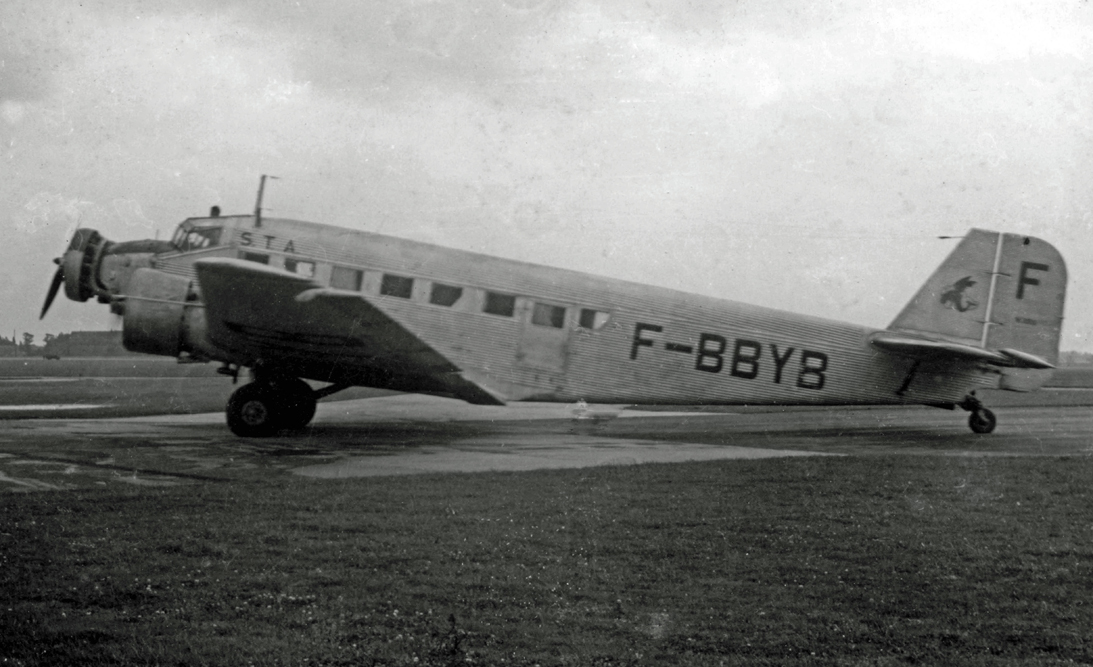
Un Ju 52 produit en France qui fut renommé AAC-1 Toucan après-guerre.

C'est seulement à partir du 23 juillet 1941 que les usines de SNCASO peuvent reprendre la construction d'avions, à la suite d'un accord entre le ministère de l'air allemand et le gouvernement français qui stipule que l'industrie aéronautique française doit produire à l'entier profit de l'Allemagne. Ainsi les usines de Suresnes et de Courbevoie produisent des Junkers Ju 52, celles de Bordeaux des Focke-Wulf Fw 189 et une petite série de MB.175 pour la Luftwaffe, tandis que Châteauroux produit des chasseurs MB.152 et MB.155 pour l'État français.
En novembre 1942, l'Allemagne envahit la zone libre, un nombre important d'ouvriers de la SNCASO sont alors envoyés au STO en Allemagne et les usines sont pillées. Dans le même temps les raids aériens menés par la Royal Air Force et l'USAAF contre les installations industrielles travaillant pour les Allemands s'intensifient. Les usines de la SNCASO en sont donc victime : en novembre 1942 l'usine de Cannes est bombardée, le 17 mai 1943 l'usine de Bordeaux-Bacalan est arrêtée pendant huit jours, le 4 juillet c'est le tour de l'usine du Bouguenais, puis en septembre les usines parisiennes sont attaquées. Malgré les destructions, la SNCASO continue de produire des appareils. En 1943, un nouveau projet d'avion à réaction est lancé sous la désignation SO.6000 dont la réalisation est confiée à Lucien Servanty.
À Cannes, le 16 août 1943, Maurice Hurel, directeur du GTC, accompagné de 8 personnes, s'envole à bord du prototype inachevé du SO.90 à la barbe de la garde italienne et se pose en Algérie. À la suite de cette « évasion », les Allemands décident de transférer les bureaux d'études à Issy-les-Moulineaux et de les faire travailler sur le projet du Zeppelin ZSO 523 (de), et prennent le contrôle de l'usine de Cannes qui devra produire des bâtis-moteurs de Junkers Ju 52. Le 11 novembre 1943 les Alliés bombardent l'usine de Cannes endommageant les SO.30N et SO.30R, puis en janvier 1944 un sous-marin canonne les ateliers de montage des bâtis. En février le Groupe technique de Cannes est dissous et les personnels sont mutés en région parisienne.

#### La Libération

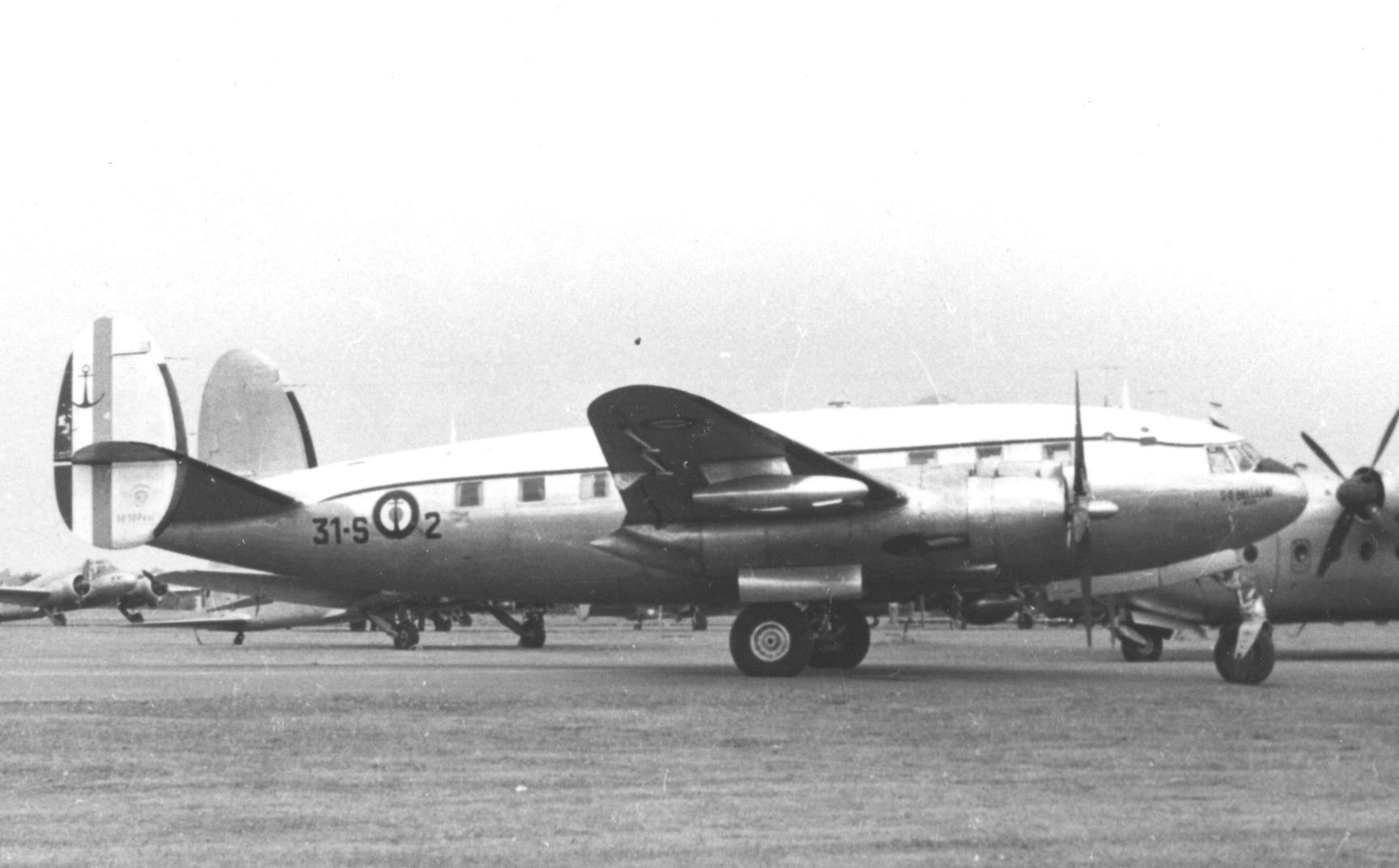
Un SO.30P Bretagne aux couleurs de l'Aéronavale.

Fin août 1944, l'usine de Cannes est libérée, les travaux de remise en état et le rapatriement des outillages et prototypes mis à l'abri en début d'année commence début novembre et s'achève début janvier 1945. En janvier 1945, le PDG de la SNCASO Paul Mazet est remplacé par Charles Avenet. Alors que les usines ont été libérées et que les installations sont remises en état et modernisées les travaux sur les appareils se poursuivent. Cette année-là plusieurs appareils effectuent leur premier vol : Le SO.30N le 26 février, le SO.3050 le 15 mars, le SO.93 dérivé du SO.90 le 17 août et le SO.30R le 6 novembre. Par ailleurs la production des appareils allemands est poursuivie sous d'autres dénominations ; ainsi la SNCASO continue de produire les ailes, le gouvernail et les volets du Ju 52 sous l'appellation AAC-1 Toucan.

### Après-guerre
Quand la guerre se termine, la SNCASO comme le reste de l'industrie aéronautique est dévastée, les usines ont été détruites par les bombardements, les ateliers ont été pillés par l'occupant et surtout les bureaux d'études n'ont suivi que très partiellement les progrès technologiques ayant eu lieu pendant cette période.

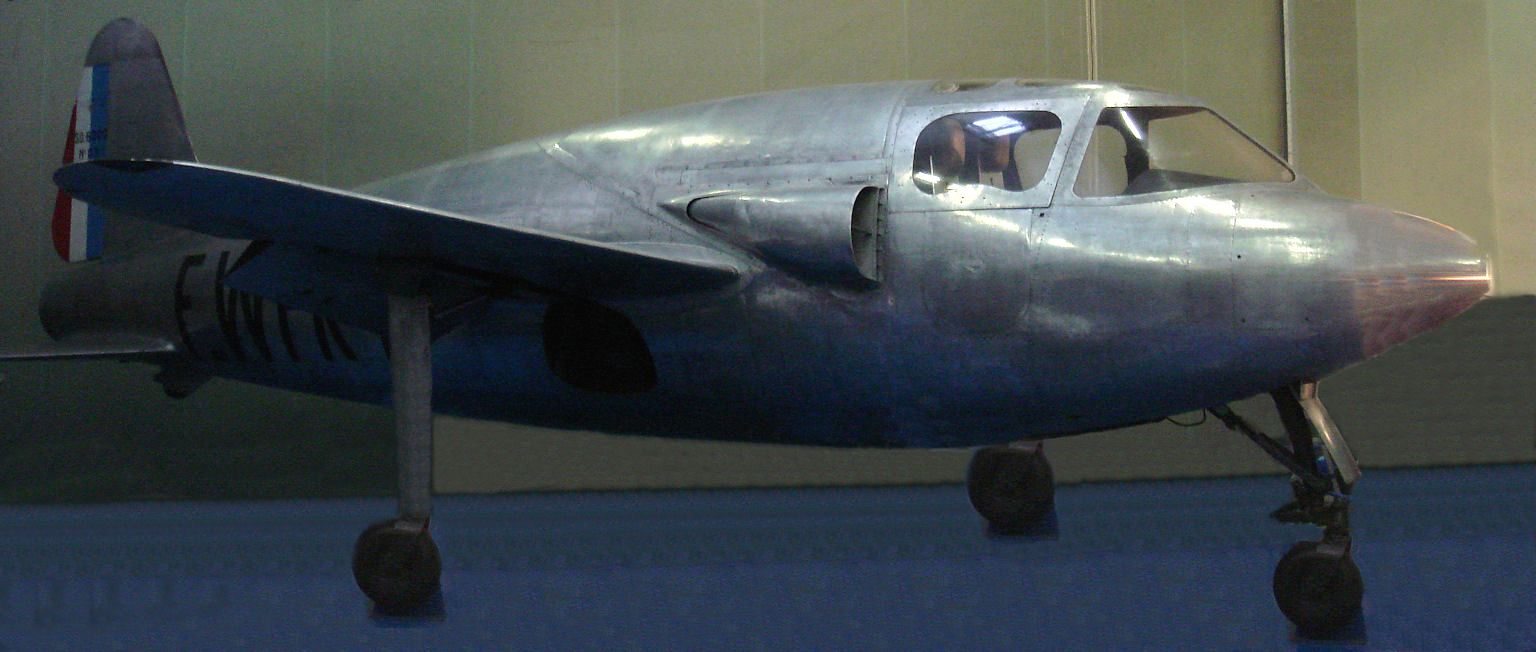
Le SO.6000 Triton exposé au Musée de l'Air et de l'Espace à Paris.

Lucien Servanty entre en 1937 à la SNCASO et continue son activité pendant la Seconde Guerre mondiale, sous le contrôle des autorités d'occupation mais réalisa aussi en secret l'étude du SO.6000 Triton, le premier avion à réaction français, qui effectua son premier vol en novembre 1946.
Après la présidence de Georges Héreil, par fusion avec la SNCASE en mars 1957, elle prend le nom de Sud-Aviation.

## Réalisations
- SO.P1 Ferblantine : planeur métallique construit à deux exemplaires ;
- SO.30 Bretagne : bimoteur de transport civil pressurisé, issu du prototype SO.30R Bellatrix en 1945, il est construit à 45 exemplaires ;
- SO.800 (anciennement Bloch 800) : avion bimoteur de transport postal dont un seul prototype est produit[35].
- SO.90 Cassiopée : bimoteur de transport, 1 prototype.
- SO.93 Corse : bimoteur de transport, 1 prototype.
- SO.94 Corse : bimoteur de transport, 1 prototype.
- SO.95 Corse : bimoteur de transport civil développé à partir du SO.90, et construit à 60 exemplaires.
- SO.6000 Triton : premier monoréacteur français avec le premier vol à Orléans-Bricy le 11 novembre 1946. Il a été conçu clandestinement pendant la guerre à partir de 1943 ;
- SO.6020 Espadon : chasseur à réaction qui effectua son premier vol le 12 novembre 1948 ;

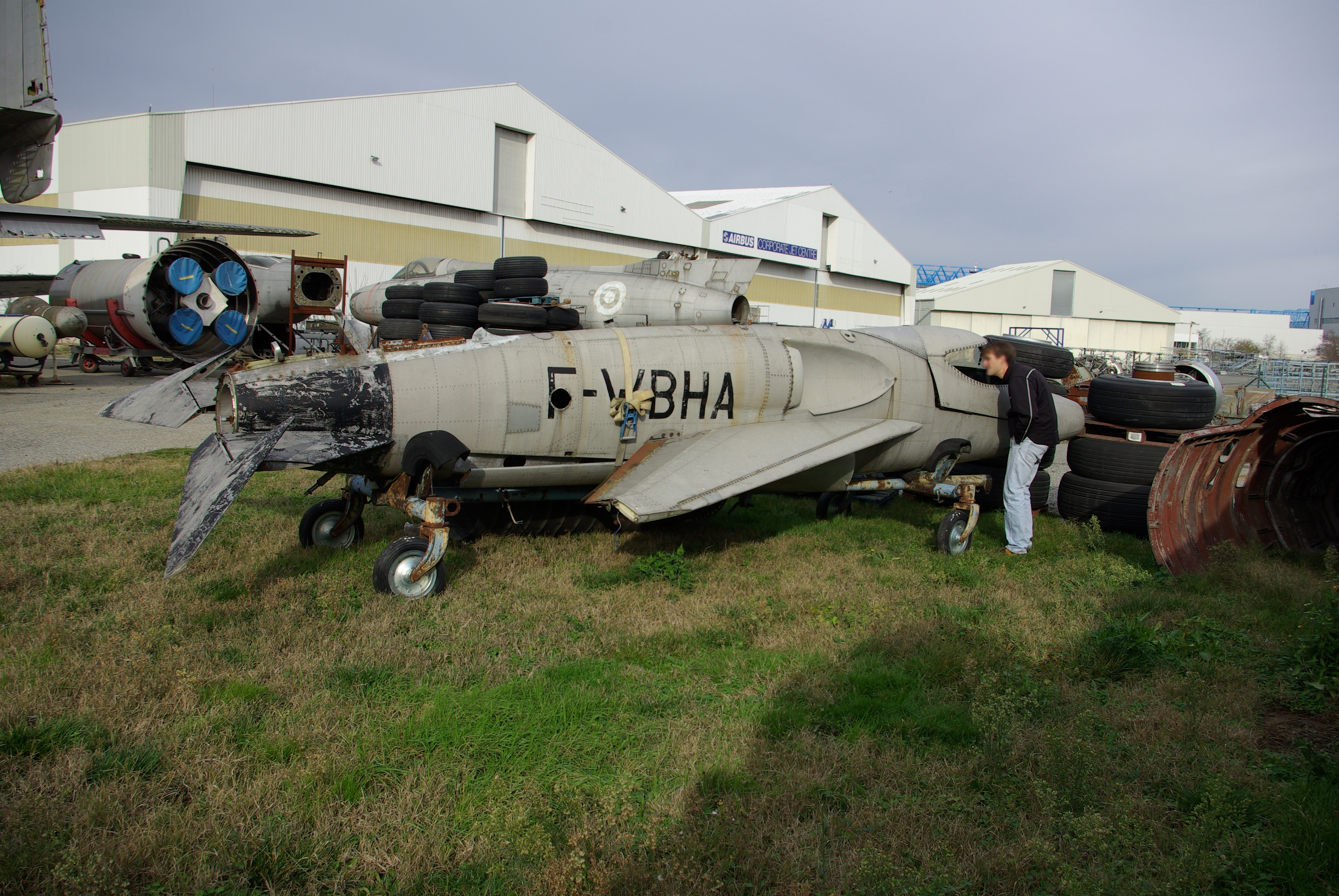
Le SNCASO Deltaviex, avion à réaction expérimental construit en un exemplaire en 1954 et conservé par les Ailes Anciennes Toulouse.

- SO.8000 Narval : chasseur embarqué expérimental à 2 hélices propulsives contra-rotatives en 1949 ;
- SNCASO SO.4000 : bombardier biréacteur en 1951 qui deviendra le Vautour SO.4050 ;
- SO.4050 Vautour II : bombardier/chasseur de nuit bimoteur conçu par l'ingénieur Jean-Charles Parot, produit à 149 exemplaires dont 28 pour Israël. Il passe le mur du son le 30 juin 1953 ;
- SO.7010 Pégase : avion de tourisme produit à un seul exemplaire[36] ;
- SO.7060 Deauville : avion de tourisme produit à un seul exemplaire[37] ;
- SO.9000 Trident, intercepteur à moteur-fusée qui fit son premier vol en mars 1953. Le Trident I atteignait Mach 1,53 et le Trident II Mach 1,92 ;
- SO.1110 Ariel, hélicoptère ;
- SO.1221 Djinn, hélicoptère léger entraîné par réaction de gaz et dénué de rotor anti-couple.

## Projets
- SO.10 : également nommé MB.1010 (pour Marcel Bloch 1010), Bloch 1010 ou encore SNCASO SO.10. Projet de chasseur monomoteur et monosiège (1 pilote), son design plut à Albert Caquot, qui examina sa structure. Ce projet était une évolution du MB.150, pour lequel un moteur Pratt & Whitney R-1830 Twin WaspPratt & Whitney R-1830 S1A4-G de 1 470 ch fut proposé. L'hélice envisagée était une hélice tripale Bloch, l'armement prévu étant constitué de 2 canons Hispano-Suiza et de 8 mitrailleuses MAC. La vitesse maximale était estimée à 720 km/h. Sa longueur était d'environ 12,80 m, son envergure d'environ 9,81 m, son poids à vide d'environ 2 735 kg, son poids en charge d'environ 3 637 kg, et enfin, le rayon d'action estimé était d'environ 1 348,63 km. Ce projet, commencé en 1939, ne put être construit à cause de la bataille de France, et fut ainsi abandonné[38].